# Marcos Martins dos Anjos
Marcos Martins dos Anjos, noto semplicemente come Marcos (Souto Soares, 24 luglio 1989), è un calciatore brasiliano, difensore del Santa Cruz-RS.